# 大塚亨
大塚亨，是日本男性動畫師及插畫家。

## 人物
原是動畫工作者，因負責遊戲軟體《純愛手札2》與《純愛手札4》的角色設計而受矚目。早期使用原名，後採同音化名活動。

## 參加作品

### 電視動畫
- 魁！！男塾（1988年，動畫） ※
- 至尊勇者（RPG伝説ヘポイ，1990年，原畫）
- 電腦小奇俠（ゲンジ通信 あげだま，1992年，原畫）
- 幽☆遊☆白書（幽☆遊☆白書，1992年，原畫）
- 餓狼傳說2（バトルファイターズ餓狼伝説2，1993年，原畫）
- 城市風雲兒（剣勇伝説YAIBA，1993年，原畫）

- 青澀之戀（センチメンタルジャーニー，1998年，原畫）
- 下級生（下級生，1999年，作畫監督）
- 魔法少女奈葉（魔法少女リリカルなのは，2004年，OP原畫）
- 女子高生 GIRL'S-HIGH（2006，片頭原畫） ※
- 魔法少女奈葉StrikerS（魔法少女リリカルなのはStrikerS，2007年，OP1原畫）
- 鶺鴒女神（セキレイ，2008年，設計工作&原畫）
- 女王之刃 流浪的戰士（クイーンズブレイド 流浪の戦士，2009年，原畫）
- 鶺鴒女神～Pure Engagement～（セキレイ～Pure Engagement～，2010年，設計工作、OP原畫）
- 學園默示錄（学園黙示録 HIGHSCHOOL OF THE DEAD，2010年，原畫&作畫監督）
- 信蜂 REVERSE（テガミバチ REVERSE，2010年，原畫）
- 只有神知道的世界（神のみぞ知るセカイ，2010年，作畫監督）
- 青之驅魔師（青の祓魔師，2011年，原畫）
- 便·當（ベン・トー，2011年，原畫）
- DOG DAYS（2011年，武器設計&第二原畫、OP作畫／ED原畫）
- 花開物語（花咲くいろは，2011年，作畫監督）
- 惡魔奶爸（べるぜバブ，2011年，原畫）
- DOG DAYS'（2012年，武器設計&原畫）
- 弒神者！～不順從之神與弒神的魔王～（カンピオーネ！ 〜まつろわぬ神々と神殺しの魔王〜，2012年，ED原畫）
- 加速世界（アクセル・ワールド，2012年，總作畫監督及協力&角色作畫監督）
- THE UNEIMITED 兵部京介（2013年，作畫監督）
- 蟲奉行（ムシブギョー，2013年，武器設計&作畫監督及輔佐）
- 惡魔的謎語（悪魔のリドル，2014年，武器&格鬥監修&原畫、ED格鬥規劃）
- TRINITY SEVEN（トリニティセブン，2014年，武器設計&作畫協力）
- DOG DAYS（2015年，武器設計&作畫監督&作畫協力）
- 魔法少女奈葉ViVid（魔法少女リリカルなのはViVid，2015年，原畫）
- ViVid Strike!（ヴィヴィッド ストライク，2016年，法器設計&作畫監督）

### OVA
- 勇往直前（トップをねらえ！，1989年，動畫）
- 非常偶像Key（KEY THE METAL IDOL，1993年，原畫）
- 魔物獵人妖子3（魔物ハンター妖子3，1993年，原畫） ※MADHOUSE官網表記
- 潮與虎（うしおととら，1993年，原畫）

- 淫獸聖戰Twin Angel（淫獣聖戦 ツインエンジェル，1995年，作畫監督）
- 淫獸學園EX La☆BlueGirl（淫獣学園EX La☆BlueGirl，1996年，原畫&作畫監督）
- 妖獸教室外傳（妖獣教室外伝，1996年，原畫） ※劇場版續作
- 同級生2（同級生2，1996年，原畫）
- 淫獸聖戰XX（淫獣聖戦XX，1997年，魔王新生、鬼畜都市、羽衣飛翔篇原畫）
- 同窗會 Yesterday Once More（同窓会 Yesterday Once More，1997年，第1話原畫）
- 微光中的親密獵人（ミッドナイトパンサー，1998年，VOL.1原畫）
- 娜考璐璐~給你的禮物~（ナコルル 〜あのひとからのおくりもの〜郷里之畏友編，2002年，原畫）
- 深海潛艦707R（サブマリン707R，2003年，軍裝考察協力）
- 純愛手札4 ORIGINAL ANIMATION -一切起源的檢像鏡-（ときめきメモリアル4 ORIGINAL ANIMATION -始まりのファインダー-，2009年，監修&角色設計&總作畫監督）
- 加速世界 OVA #EX02 Vacation；温泉（アクセル・ワールド OVA #EX02 Vacation；温泉，2013年，總作畫監督）
- 學園蟲奉行（学園ムシブギョー，2015年，原作17卷同捆OVA第3話原畫）

### 電影
- 哆啦A夢 大雄與惑星之迷（映画ドラえもん のび太とアニマル惑星，1990年，動畫） ※

- 妖獸教室外傳 劇場版（妖獣教室外伝 劇場版，1995年，作畫監督&機械設計）
- 劇場版 TRINITY SEVEN -悠久圖書館與錬金術少女-（劇場版 ﾄﾘﾆﾃｨｾﾌﾞﾝ-悠久図書館と錬金術少女-，2017年，武器設計）

### 遊戲
- 純愛騎士R（みつめてナイトR 大冒険編，1998年，角色設計）
- 純愛手札2（ときめきメモリアル2，1999年，原畫&角色設計&作畫監督） ※工場版官網表記[2]
- 純愛手札3（ときめきメモリアル3 〜約束のあの場所で〜，2001年，龍套角色作畫）
- 純愛手札4（ときめきメモリアル4，2009年，角色設計&作畫監督）
- 課後殭屍對戰（放課後ゾンビめくり，2013年，卡片遊戲角色）[3]